# Аллалинхорн
Аллалинхорн (нем. Allalinhorn) — горный пик Пеннинских Альп, расположенный между долинами Церматт и Засталь в швейцарском кантоне Вале. Высота — 4027 метра. Один из самых малых пиков массива Мишабель. Является популярным среди туристов альпийским четырёхтысячником, так как доступен практически любому человеку в хорошей физической форме, в сопровождении гида и при наличии соответствующей экипировки.. Впервые Аллалинхорн был покорен 28 августа 1856 года. Ближайший населенный пункт — Зас-Фе.

## Галерея

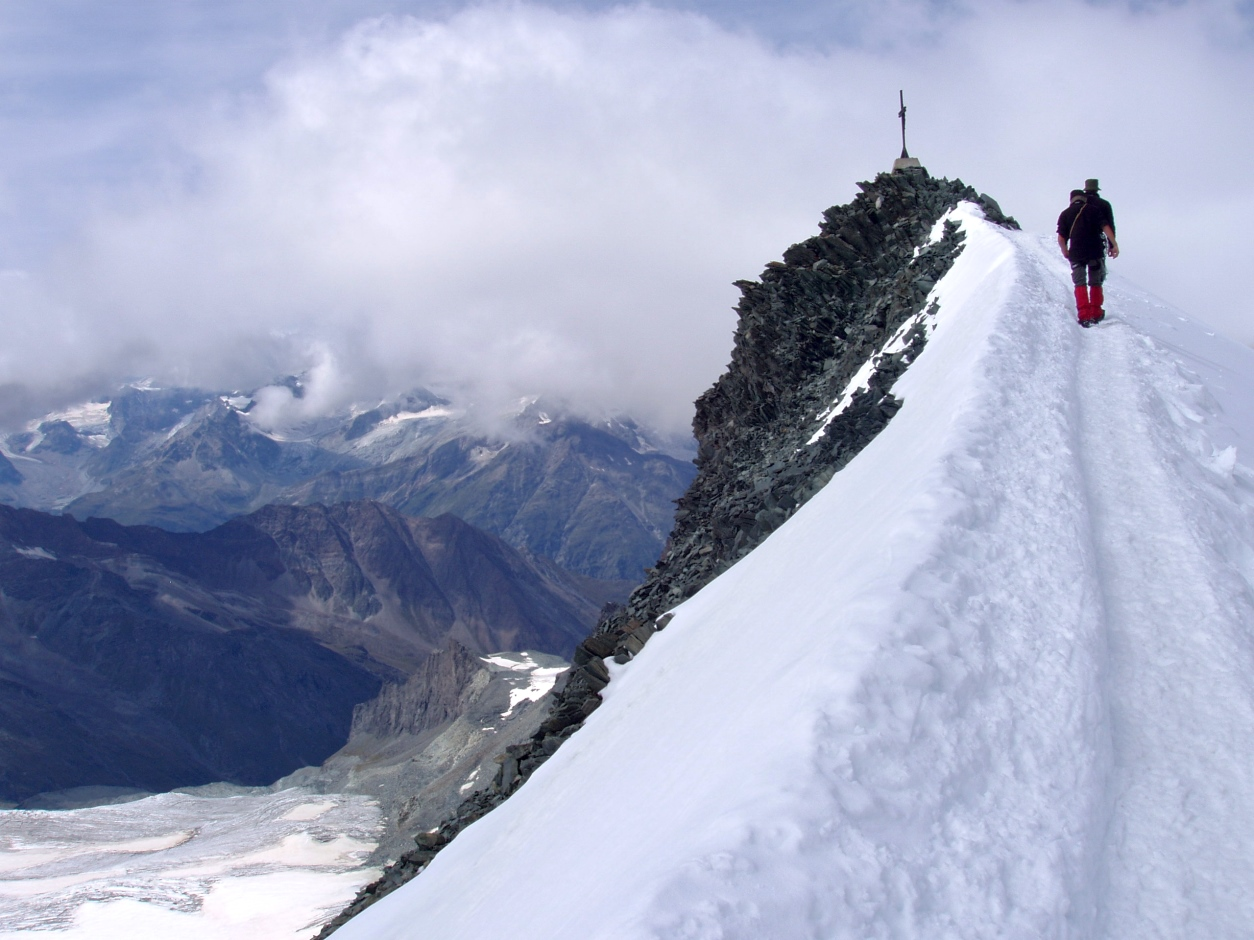
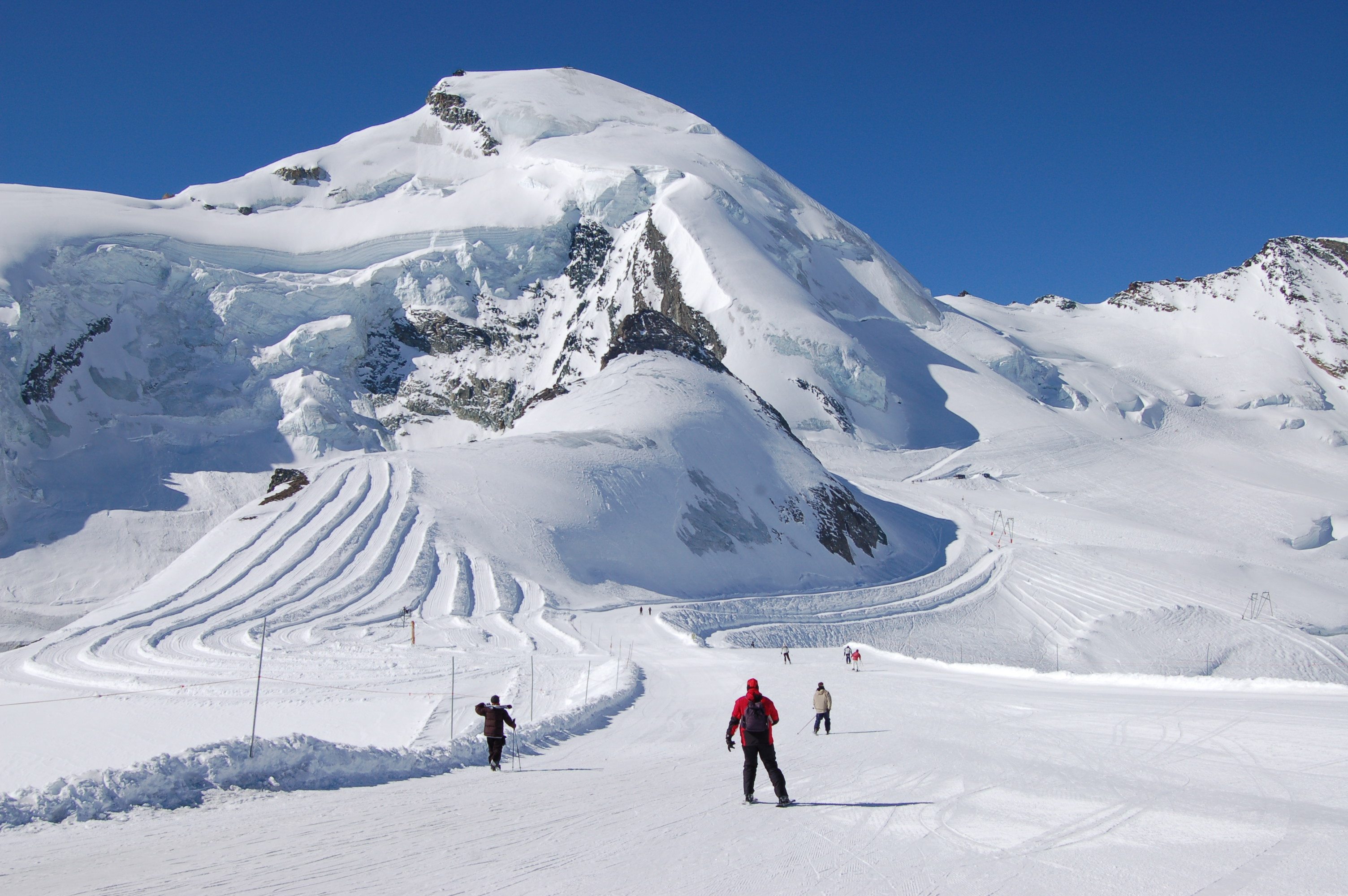
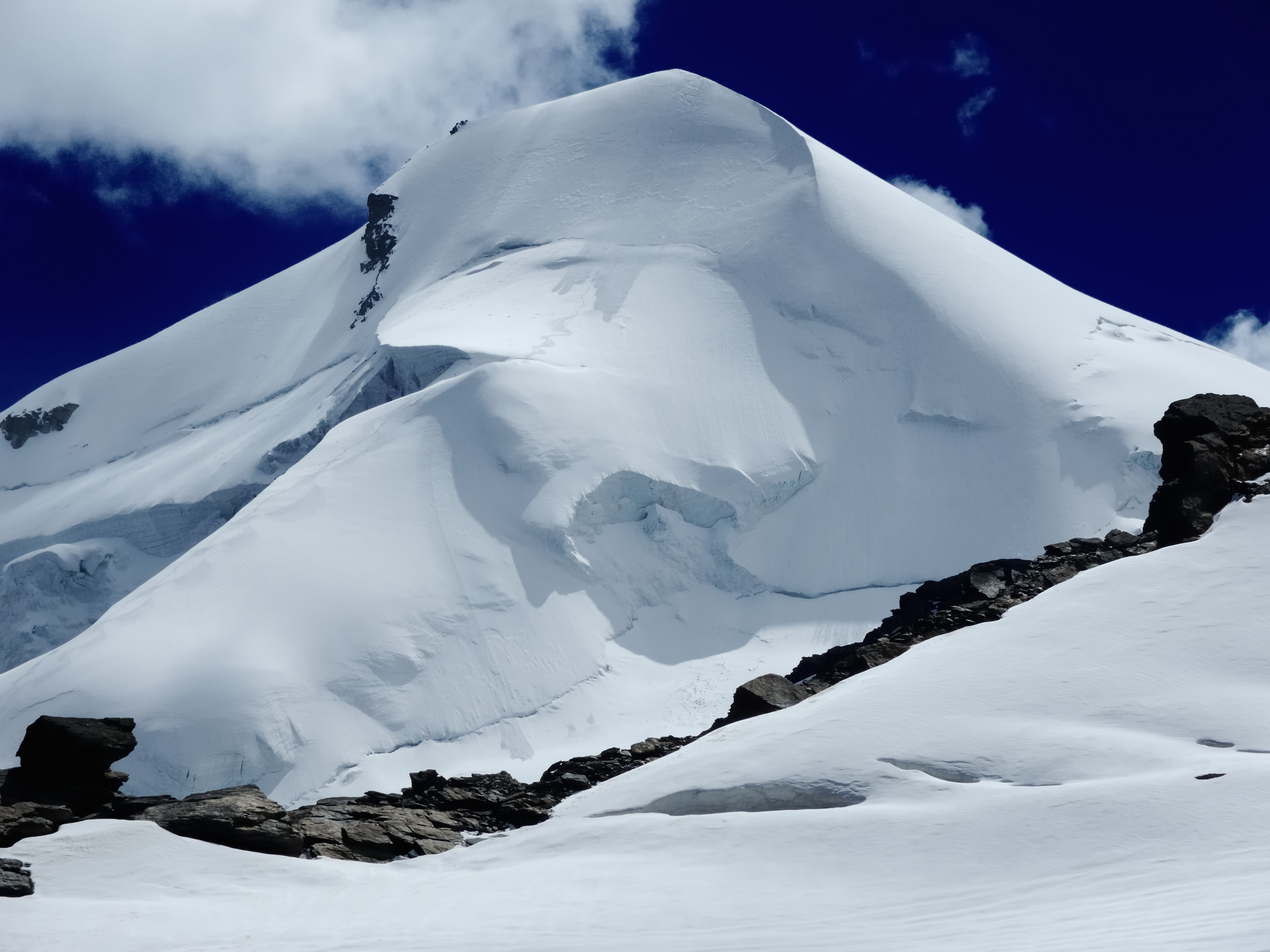